# Sułków (województwo opolskie)
Sułków (staropol.Sulislawicz, do 31 grudnia 2004 - Sulków, cz. Sulkov, niem. Zülkowitz, Zilchowitz, od 1936 do 1945 Zinnatal) – wieś sołecka w południowej Polsce, położona w województwie opolskim, w powiecie głubczyckim, w gminie Baborów, na lewym brzegu rzeki Psiny.
W miejscowości znajdują się 3 gniazda bociana białego.

## Nazwa miejscowości
Nazwa miejscowości pochodzi od staropolskiego imienia założyciela Sulisława składającego się z dwóch członów: Suli- ("obiecywać" albo "lepszy, możniejszy") i -sław ("sława") oznaczających "tego, który cieszy się lepszą sławą od innych". Niemiecki nauczyciel Heinrich Adamy w swoim dziele o nazwach miejscowych na Śląsku wydanym w 1888 roku we Wrocławiu wymienia jako pierwotną zanotowaną nazwę wsi Sulislawicz podając jej znaczenie "Dorf des Sulislaw" - "Wieś Sulisława".

## Historia
Historycznie miejscowość leży na tzw. polskich Morawach, czyli na obszarze dawnej diecezji ołomunieckiej. Początkowo należała do morawskiego księstwa opawskiego, które terytorium co najmniej od końca XV wieku było już uważane za część Górnego Śląska.
Najstarsze źródła pisane wspominające miejscowość pochodzą z 1340, kiedy to miejscowość villa Sulcau została zakupiona wraz z Baborowem przez Ofkę raciborską.
Po wojnach śląskich znalazła się w granicach Prus i powiatu głubczyckiego. Według danych pochodzących z 1880 roku, wieś funkcjonowała pod polską nazwą Sulkowice oraz należała do parafii św. Mikołaja Biskupa w Dzielowie. Od 1819 roku posiadała kaplicę katolicką oraz szkołę, w której, mimo iż mieszkańcy wsi byli etnicznie Polakami, uczono się i modlono po morawsku i identyfikowano się jako Morawcy. Dane statystyczne z tego okresu podają, iż powierzchnia wsi wynosiła 8,95 km², ludność wsi określano na 811 mieszkańców (z czego 799 katolików oraz 12 protestantów). W 1910 75% mieszkańców posługiwało się polskim dialektem śląskim. Dawniej Sulków stanowił własność zakonnic z Raciborza.
Na północ od drogi z Sułkowa do Babic od 1969 roku znajduje się stanowisko archeologiczne. W miejscu znajdowała się najprawdopodobniej osada. Na miejscu odnaleziono 4 niezdobione ułamki naczyń bez śladów obtaczania, a także tyle samo z takimi śladami, wszystkie barwy szarej bądź brunatnej. Wykonane zostały z dwóch rodzajów gliny schudzonej - pierwszy typ z gruboziarnistej, drugi zaś z drobnoziarnistej z domieszką piasku. Część z nich pochodzi z okresu między VI a IX wiekiem, część spomiędzy X a XII wieku.

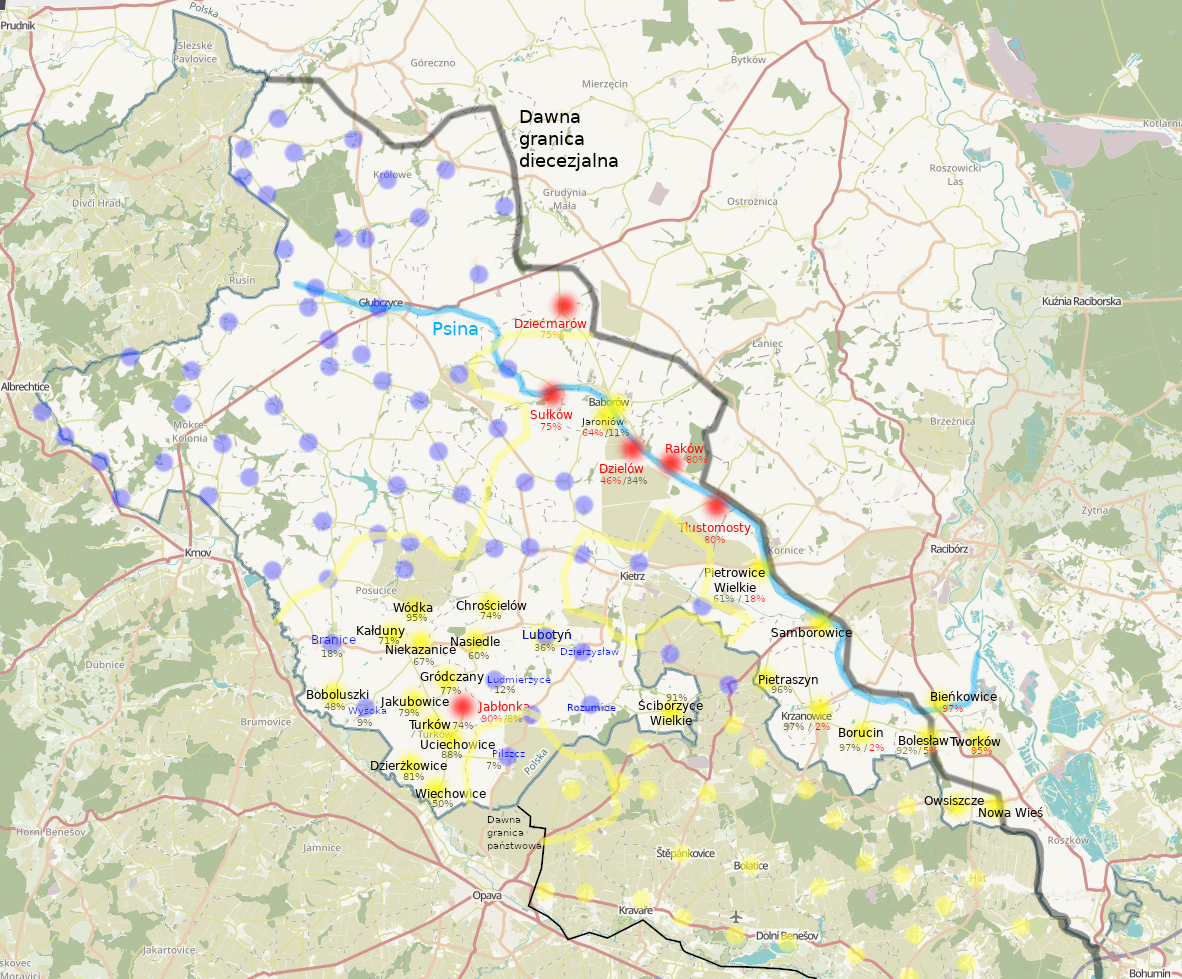
Sytuacja językowa w okolicach Baborowa na początku XX wieku

We wsi funkcjonowała dawniej specyficzna forma śląszczyzny - dialekt sułkowski. Pisał w nim swoje utwory Feliks Steuer, dla którego Sułków był miejscem urodzenia. Do 1905 roku prawie wszyscy mieszkańcy Sułkowa używali wyłącznie języka polskiego, specyficzna gwara wsi zawsze jednak pozostawała odrębna od literackiej polszczyzny, głównie za sprawą tego, iż księża z Baborowa używali zamiast polszczyzny języka morawskiego do głoszenia swoich kazań.
W latach 1975–1998 miejscowość administracyjnie należała do ówczesnego województwa opolskiego.

### Osoby urodzone w Sułkowie
- Wilhelm Frank (1858–1911)
- Paweł Lex (1869–1937)
- Feliks Steuer (1889–1950)
- Irena Czuta-Pakosz